# Vojtěch Dundr
Vojtěch Dundr (25. prosince 1879 Doksy – 7. září 1957 věznice Leopoldov) byl československý politik, meziválečný senátor Národního shromáždění a ústřední tajemník Československé sociálně demokratické strany dělnické.

## Biografie
Koncem 19. století se angažoval v České straně státoprávně pokrokové, v níž tvořil dělnické levé křídlo, sympaticky nahlížející na sociálně demokratické hnutí. Koncem roku 1903 pak pokrokovou stranu opustil i se svými stoupenci a přešli k sociálním demokratům.
V parlamentních volbách v roce 1925 získal za sociální demokraty senátorské křeslo v Národním shromáždění. Mandát obhájil v parlamentních volbách v roce 1929 a parlamentních volbách v roce 1935. V senátu setrval do jeho zrušení roku 1939, přičemž krátce předtím ještě v prosinci 1938 přestoupil do senátorského klubu nově zřízené Národní strany práce. Profesí byl kovodělníkem v Praze na Žižkově.
Za první republiky působil jako tajemník sociálně demokratické strany a člen jejího nejužšího vedení. Na sjezdu strany roku 1937 byl zvolen ústředním tajemníkem. Měl výrazný vliv na fungování strany a chod jejích orgánů. Často působil i jako mluvčí strany v situacích, kdy jiní přední politici strany (například ministři koaličních vlád) nepovažovali za taktické prezentovat vyhraněně stranická stanoviska.
Po roce 1945 se znovu zapojil do činnosti sociální demokracie. V politickém procesu s Miladou Horákovou a spol. počátkem 50. let 20. století byl ale odsouzen k trestu žaláře na dobu patnácti roků. Ve vězení zemřel.